# Regnbågsglansrygg
Regnbågsglansrygg (Aglaeactis cupripennis) är en fågel i familjen kolibrier

## Utseende
Regnbågsglansrygg är en stor och mörkbrun kolibri med nedre delen av ryggen och övergumpen glänsande i lila och guld. Liksom andra glansryggar har den en relativt kort näbb för att vara en kolibri. 

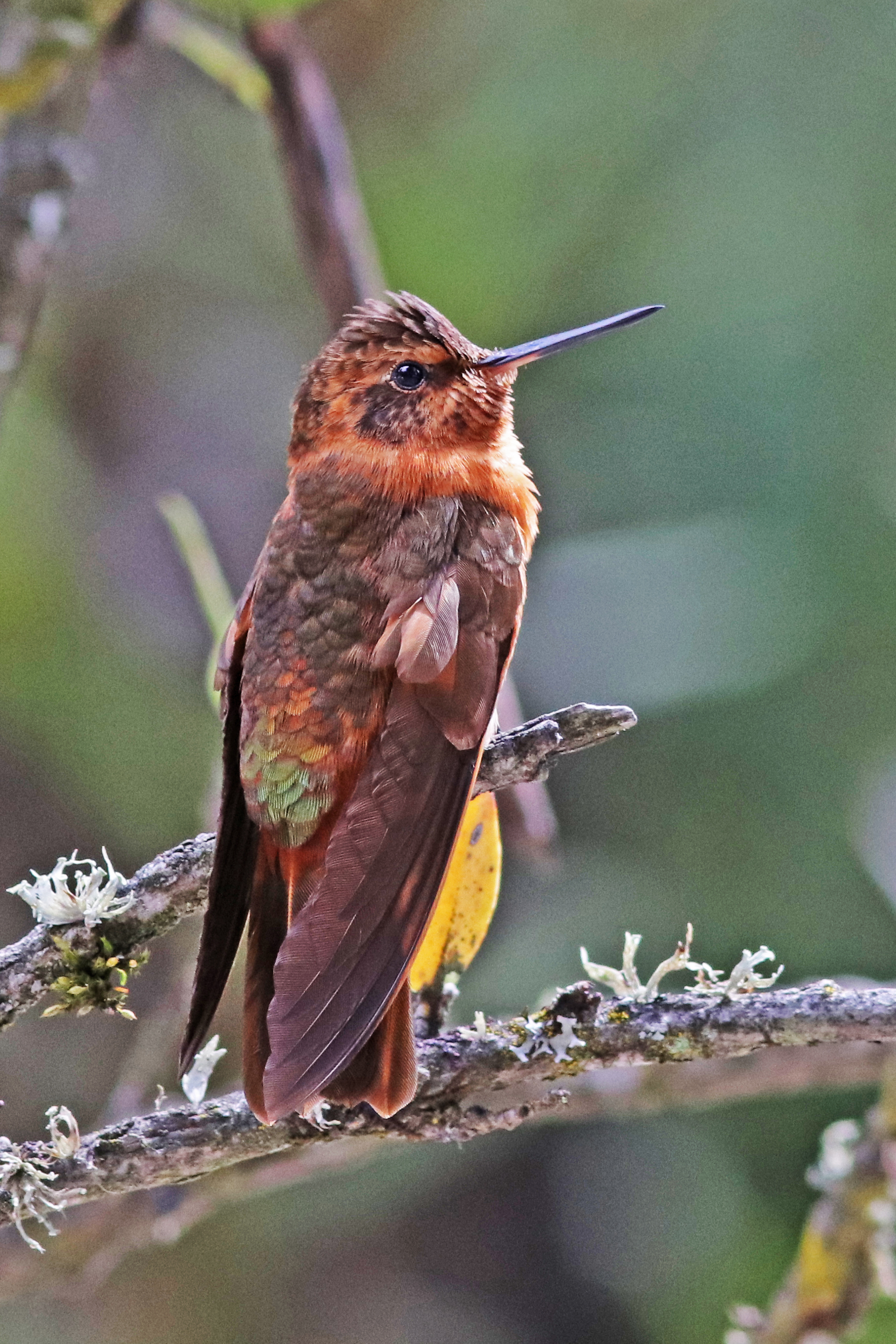

## Utbredning och systematik
Regnbågsglansryggen förekommer i Anderna från Colombia till södra Peru. Den delas in i två underarter med följande utbredning:
- Aglaeactis cupripennis cupripennis – förekommer från Colombia till Ecuador och centrala Peru
- Aglaeactis cupripennis caumatonota – förekommer i södra centrala Peru (Junín, Apurimac, Ayacucho och Cuzco)

## Levnadssätt
Regnbågsglansryggen hittas i höga bergstrakter, på halvtorra bergsryggar och i molnskog.

## Status
Arten har ett stort utbredningsområde och beståndet anses stabilt. Internationella naturvårdsunionen IUCN listar den därför som livskraftig (LC).